# Toxopoda angulata
Toxopoda angulata är en tvåvingeart som beskrevs av Iwasa 2008. Toxopoda angulata ingår i släktet Toxopoda och familjen svängflugor.
Artens utbredningsområde är Filippinerna. Inga underarter finns listade i Catalogue of Life.